# Lacey
Pour les articles homonymes, voir Lacey (homonymie).
Lacey est une ville américaine située dans le comté de Thurston, dans l’État de Washington, aux États-Unis. Sa population s’élevait à 42 393 habitants lors du recensement de 2010, estimée à 46 409 habitants en 2015.

## Démographie
| Groupe            | Lacey | Washington | États-Unis |
| ----------------- | ----- | ---------- | ---------- |
| Blancs            | 74,2  | 77,3       | 72,4       |
| Asiatiques        | 8,0   | 7,2        | 4,8        |
| Métis             | 7,0   | 4,7        | 2,9        |
| Afro-Américains   | 5,4   | 3,6        | 12,6       |
| Autres            | 2,6   | 5,2        | 6,2        |
| Océaniens         | 1,7   | 0,6        | 0,2        |
| Amérindiens       | 1,2   | 1,5        | 0,9        |
| Total             | 100   | 100        | 100        |
|                   |       |            |            |
| Latino-Américains | 9,2   | 11,2       | 16,7       |

Selon l'American Community Survey, pour la période 2011-2015, 82,37 % de la population âgée de plus de 5 ans déclare parler anglais à la maison, alors que 5,51 % déclare parler l'espagnol, 1,92 % le coréen, 1,55 % le khmer, 1,47 % le tagalog, 1,36 % l'allemand, 1,31 % le vietnamien, 0,70 % une langue chinoise et 3,82 % une autre langue.